# Sabine Ellerbrock
Sabine Ellerbrock (* 1. November 1975 in Bielefeld) ist eine ehemalige deutsche Rollstuhltennisspielerin.

## Karriere
Sabine Ellerbrock begann im Alter von sechs Jahren mit Tennis. Nach einer Operation am rechten Bein aufgrund eines Kompartmentsyndroms kam es zu Komplikationen, woraufhin sie am Fuß an Morbus Sudeck erkrankte. Auf der Suche nach einer Sportart, die sie auch mit ihrer Erkrankung spielen konnte, begann sie mit dem Rollstuhltennis, in dem sie seit Januar 2009 in der Klasse der Paraplegiker startete.
Sie nahm 2012 in London erstmals an Paralympischen Spielen teil. Im Doppel schied sie an der Seite von Katharina Krüger im Viertelfinale aus, sie unterlagen Lucy Shuker und Jordanne Whiley. Im Einzel verlor sie im Halbfinale gegen Aniek van Koot, im anschließenden Spiel um Bronze unterlag sie auch Jiske Griffioen.
Beim Wheelchair Tennis Masters stand Sabine Ellerbrock im Doppel zweimal im Endspiel. 2012 unterlag sie mit Yui Kamiji in zwei Sätzen Jiske Griffioen und Aniek van Koot. Im Jahr darauf verlor sie mit Kgothatso Montjane gegen Kamiji und Jordanne Whiley. Im Einzel erreichte sie 2015 erstmals das Endspiel, das sie gegen Jiske Griffioen in zwei Sätzen verlor. Bei Grand-Slam-Turnieren gewann sie im Einzel zwei Titel: 2013 bei den French Open gegen Griffioen sowie 2014 bei den Australian Open gegen Kamiji. Insgesamt spielte sie bei allen Grand-Slam-Turnieren mindestens ein Mal das Einzel- und Doppelfinale. Sie ist damit die erfolgreichste Rollstuhltennisspielerin in Deutschland.
In der Weltrangliste erreichte sie ihre besten Platzierungen mit der Weltranglistenführung im Einzel am 1. Juli 2014 sowie mit Rang vier im Doppel am 10. Juni 2013. Sie ist mehrfache Deutsche Meisterin im Rollstuhltennis.
Im Februar 2017 wurde Ellerbrocks Unterschenkel amputiert.
Sabine Ellerbrock ist von Beruf Gymnasiallehrerin in Lage in den Fächern Biologie, Sport und Mathematik. Ihre sportliche Karriere beendete sie 2020.

## Soziales
Sabine Ellerbrock engagiert sich seit einigen Jahren im sozialen Bereich und setzt sich für benachteiligte Menschen ein.

## Philatelistisches
|  | In der Briefmarkenserie Für den Sport gab die Deutsche Post AG in Anerkennung ihrer sportlichen Leistungen mit dem Ausgabetag 7. Mai 2015 eine Zuschlagmarke im Wert von 62+30 Eurocent heraus. Der Entwurf stammt vom Grafiker und Comiczeichner Henning Wagenbreth aus Berlin. |